# Ophioglossum costatum
Ophioglossum costatum är en låsbräkenväxtart som beskrevs av Robert Brown. Ophioglossum costatum ingår i släktet ormtungor, och familjen låsbräkenväxter. Inga underarter finns listade i Catalogue of Life.